# Danielle Slaton
Danielle Slaton, född den 10 juni 1980 i San José, Kalifornien, USA är en amerikansk fotbollsspelare. Vid fotbollsturneringen under OS 2000 i Sydney deltog hon i det amerikanska lag som tog silver. 